# Keraïtes
Els keraïtes o keraitsfou un dels principals pobles turcomongols que no se sap prou bé quines terres ocupaven; (en plural keraits) en general se'ls assigna al sud del riu Selengà, a l'alt Orkhon, el Tula i el Ongkin, però alternativament se suposa que els naiman podrien arribar fins a la regió de Karakorum, i a l'est estarien els karait.
En el seu origen eren turcs encara que hi ha dubte de si s'estaven mongolitzant, o eren mongols que havien patit una molt forta influència turca. Les titulatures dels seus kans eren majoritàriament turques. Des de vers el començament del segle X s'havien convertit al nestorianisme. Les circumstàncies de la conversió apareixen a la crònica siríaca de Bar Hebraeus: el kan, perdut al bosc, fou salvat per Sant Sergi; degut això va demanar al metropolita nestorià de Merw, Ebedjésu, d'enviar un sacerdot per batejar a la seva gent; la carta d'Ebedjésu al metropolità nestorià de Bagdad Joan VI (mort 1011), datat el 1009, citada per Bar Hebraeus, diu que dos-cents mil turcs keraït es van batejar amb el seu kan. Al segle xii els membres del clan reial dels keraït continuaven portant noms cristians.
Dues generacions abans de Genguis Kan, el kan keraït es deia Marguz (Marc, llatí Marcus) Buyuruk, i aspirava a l'hegemonia del Gobi oriental que disputava amb els tàtars i els sobirans de Pequín (Pequín) els jurchen; derrotat pels tàtars fou entregat als Jin i executat; la seva vídua es va venjar fent matar el kan dels tàtars. Va deixar dos fills, Qurdjaquz (Ciriac) i Gur-khan; el primer fou el successor, i a la seva mort va pujar al tron el seu fill Togrul que va haver de lluitar contra el seu oncle Gur-khan, que tenia el suport de Inantch, kan dels naiman, que per un temps breu va aconseguir agafar el poder i fer fugir a Togrul, però aquest va retornar i va vèncer a Gur-khan amb el suport del cap mongol Yesugei, pare de Genguis Khan.
A la primavera del 1196 Togrul fou enderrocat pel seu germà Erke-qara que tenia el suport de Inantch-bilgä, kan dels naiman. Togrul va fugir cap al riu Tchu en terres dels kara khitai, als que va demanar ajut, sense èxit. Enfrontat al rei kara khitai va haver de sortir de la cort i va deambular pel Gobi i va acabar demanant ajut a Genguis Khan. Les forces d'aquest eren petites, però el va acollir i li va donar de tot segons el seu rang. Un altre germà de Togrul, Djagambu, va anar a buscar ajut a la cort dels Jin, però Genguis Kan el va fer cridar al seu costat, i quan va tenir dificultats per creuar el territori markit, li va enviar una tropa per protegir-lo. Amb aquest ajut Erke-qara fou derrotat i Togrul va recuperar la direcció dels kerait.
Llavors va fer una expedició contra els markit, i va fer fugir al seu cap Toqto'a per la desembocadura del Selenga cap a la costa sud-est del Baikal; va matar un fill de Toqto'a i en va fer presoner un altre, així com un gran nombre de presoners i molt de bestiar i botí. Després va fer una expedició contra els naiman on el kan Inantch-bilgä havia mort i els dos fills Taibuqa o Tayang, i Buyurug, s'havien repartit el territori. El primer governava sobre els clans de la plana, és a dir del costat dels llacs de la província de Kobdo, i el segon als districtes muntanyosos cap a l'Altai. El domini de Buyurug fou assolat per Togrul i Genguis Khan; Butyurug es va retirar cap al riu Urungu, perseguit fins al llac Kizilbach (segurament el llac Urungu on desaigua el riu Urungu) on finalment fou mort. A l'any següent el lloctinent de Buyurzug, el general Koksegu Sabraq, va fer un inesperat contraatac a Bayidarah-betchir. Wang Khan (Togrul) va aixecar el campament i es va retirar.
El 1199, per compte de la cort dels Jin de Pequín, va derrotar els tàtars i fou el sobirà hegemònic de Mongòlia; la cort xinesa li va conferir el títol de rei (wang) i sota el doble títol xinès i turc de wang-khan és conegut a la història. De Wang Khan fou vassall Genguis Kan al començament.
En aquest temps els naiman van envair el país kerait, i Djagambu (germà de Wang Khan) i Ilqa Sangun (fill de Wang Khan) van haver de fugir. Wang va cridar en ajut a Genguis Kan que li va enviar els seus «quatre grans guerrers» (dorben kulu'ud) és a dir a Boortchu, Muqali, Boroqul i Tchila'un, que van salvar al darrer moment a Ilqa Sangun, van expulsar els naiman de les terres kerait i van recuperar el bestiar agafat pels naiman.
Poc després Wang Khan estava a punt de ser enderrocat per segona vegada, ara pel seu germà Djagambu; el complot fou descobert i Djagambu va fugir al país dels naiman, mentre tres còmplices seus, Elkutur, Kulbur i Arin-taize, foren executats.
Wang Khan actuava encara com a príncep principal de Mongòlia amb Genguis Kan de vassall fidel; contra aquesta preeminència es va aixecar el cap dels djadjirat, Djamuqa, en el que van entrar també alguns clans mongols hostils a Genguis Kan, els tayitchi'ut, els qongirat, els iqiräs, els qörlas, els dörben, els qataqin, els sadji'ut, els markit, els oirat, els naiman i els tàtars; aquestes tribus reunides en assemblea (en gran kurialti) el 1201 a Alqui-bula, a la vora de l'Argun (curs inferior del Kerulen), van proclamar gurkhan (kan universal o emperador) de Mongòlia a Djamuqa. La batalla decisiva es va lliurar a Koyitan. Genguis va rebre la decisiva ajuda de Wang Khan. Djamuqa es va haver de retirar cap al baix Argun.
El kan dels markit, Toqto'a, que havia estat expulsat per Wang Khan, va retornar de Transbaikàlia, i es va aliar a l'usurpador del tron naiman Buyurug (que governava una part del país), i junts van obtenir l'aliança dels dorben, restes dels tàtars, qataqin, i saldji'ut. Aquesta nova coalició va fer la guerra a Wang Khan i a Genguis Khan, però sense gaire èxit.
Genguis va demanar pel seu fill Djotchi la mà de la princesa Tcha'ur-baqi filla de Wang Khan però aquest li va refusar, Sembla que Wang, ja vell, volia acabar la seva vida en pau, però fou forçat a la ruptura pel seu fill Ilqa o Nilqa conegut pel seu títol xinès de tsiang-kiun del que derivava la forma mongola sangun. Ilqa Sangun va aconsellar al seu pare de donar suport a la coalició formada per Djamuqa, que després de la seva derrota s'havia refugiat amb el kan kerait pels lligams que tenia precisament amb Ilqa. A aquest grup es va unir Altan-otchigin, l'hereu legítim de la reialesa que l'havia renunciat a favor de Genguis Kan.
El 1202 es va produir la ruptura entre mongols propis i els kerait. Genguis fou convidat a una reunió de reconciliació on havia de ser capturat, però la trampa fou descoberta i Genguis Kan se'n va escapar. El kerait i els seus aliats van atacar en la batalla de les Sorres de Qalaqaldjit i Genguis Kan es va retirar a la serralada de Maooundur i després cap a la muntanya Alan o Nga-lan, contrafort de la cadena del Khingan, prop del naixement del Khalkha-gol. La batalla decisiva es va produir poc més tard. Es van destacar Djurchedai noyan, cap del clan uru'ud i Quyikdar, cap del clan mangud, aquest darrer va ferir a Ilqa Sagun, però la superioritat numèrica d'aquests va obligar a Genguis Kan a retirar-se en arribar la nit i poc després se li van unir les forces que dirigien el seu fill Ogodai (que va ser ferit) i els seus lloctinents Bo'ortchu i Boroqul. Va arribar a la desembocadura del Khalkha Gol al Buir Nor on vivien els qongirat, tribu de la dona de Genguis Kan; aquest va apel·lar als seus parents i fou acollit per la tribu que finalment es va passar al seu bàndol. Llavors va enviar un missatge a Wang Khan on li tirava en cara els serveis que li havia fet en el passat.
En poc temps la coalició contra Genguis Kan es va dissoldre i alguns caps planejaven ja l'assassinat de Wang Khan. Aquest se'n va assabentar i va atacar als conspiradors (Daaritai, Qutchar, Altan i Djamuqa) i els va obligar a fugir; es van refugiar amb els naiman, excepte Daaritai que va anar a trobar a Genguis i es va posar al seu costat.
La tardor del 1203 Genguis va sortir del Baldjuna cap a l'Onon per iniciar l'ofensiva. Va enviar al seu germà Qassar a Wang Khan per demanar un tractat que en realitat ja no volia, només pretenia mantenir-lo confiat. Mentre Wang Khan enviava a Genguis Kan sang de bou (que servia per al jurament de lleialtat) el kan mongol feia una marxa secreta pel darrere i sorprenia als kerait a la muntanya Djedje'er-undur entre les fonts del Tula i del Kerulen. Destruïdes les forces kerait, Genguis Kan va sortir triomfant.
Wang Khan i el seu fill Ilqa Sangun van fugir cap a l'oest al país dels naiman on Wang Khan fou mort per un oficial de nom Qorisubatchi, que no el va reconèixer. Ilqa Sangun va poder fugir i creuar el Gobi, va portar una vida de bandit a la frontera del regne dels Si-Hia a la zona d'Etsin Gol i va acabar mort obscurament a Kutcha amb els uigurs. Els kerait es van sotmetre a Genguis Kan i foren repartits entre les diverses tribus mongoles.